# Moses Maddocks
Moses R. Maddocks (13 november 1833 - 25 februari 1919) was een Amerikaans politicus en de vierde burgemeester van Seattle.

## Biografie
Maddocks werd geboren op 13 november 1833 en was tijdens de Amerikaanse Burgeroorlog soldaat in het Union Army. Hij stelde zich kandidaat voor gemeenteraadslid van Seattle op de verkiezingen van 8 juli 1872. Hij behaalde 116 stemmen en werd gemeenteraadslid. Zijn termijn startte op 29 juli 1872, maar toen de destijdse burgemeester Corliss Stone vluchtte na een schandaal, werd John Jordan ingesteld als burgemeester. Twee maanden nadat John Jordan was aangetreden als burgemeester, werd er een ingelaste verkiezing gehouden om te bepalen wie de laatste twee maanden van de termijn van Stone burgemeester zou zijn. Maddocks won deze verkiezing en was van 5 juni 1873 tot en met 2 augustus 1873 burgemeester van Seattle. Op de verkiezingen van 13 juli 1874 stelde hij zich kandidaat voor gemeenteraadslid van Seattle en behaalde 182 stemmen. De termijn van Maddocks als gemeenteraadslid startte op 2 augustus 1874 en eindigde op 1 augustus 1875.
Hij stierf op 25 februari 1919 en werd begraven in het "Lake View Cemetery" in Seattle.

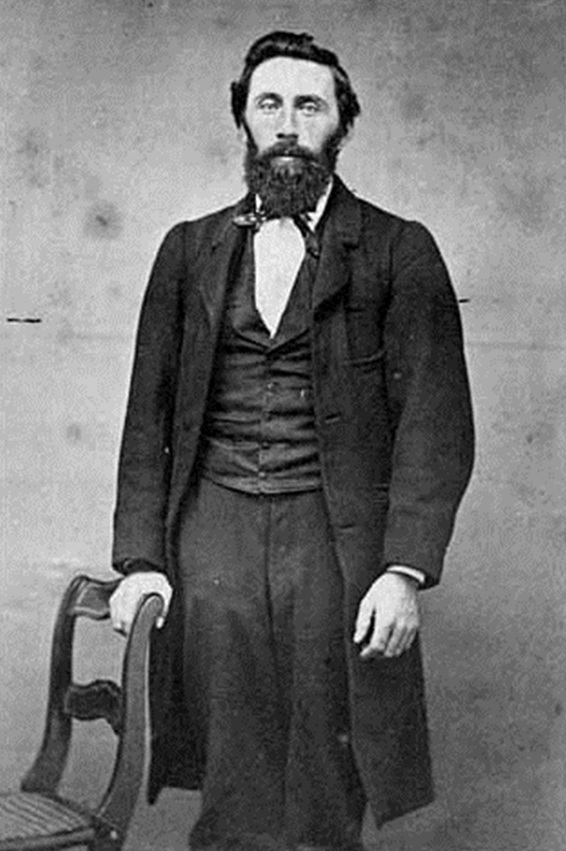
Moses Maddocks